# Даранаги
Даранаги (арм. Դարանաղի) — гавар на западе провинции Высокая Армения (Бардзр Айк) Великой Армении.

## География
Даранаги был одним из крайних западных гаваров как Высокой Армении, так и всего древнеармянского государства. На северо-западе Даранаги граничил с гаваром Агюн, на западе - с Малой Арменией, на юге - с гаваром Дегик, на юго-востоке - с Музуром, на востоке с гаваром Екегяц, на севере - также с Малой Арменией.
Через Даранаги протекала река Ефрат. Крупные города гавара - Камах, Верин Багарич, Неркин Багарич, Тордан, а также крепость Гарни. В Даранаги было известное языческое капище Ани. На территории гавара была известная гора Хутасар, на границе с Дегиком и Музуром - гора Муаур, на границе с Екегяцом - гора  Сепух (Гохман). Также из Даранаги в Музур проходил Дзернакский перевал.